# Аннекс (Орегон)
Аннекс (англ. Annex) — переписна місцевість (CDP) в США, в окрузі Малер штату Орегон. Населення — 225 осіб (2020).

## Географія
Аннекс розташований за координатами 44°14′3″ пн. ш. 116°59′33″ зх. д. / 44.23417° пн. ш. 116.99250° зх. д. (44.234252, -116.992399).  За даними Бюро перепису населення США в 2010 році переписна місцевість мала площу 6,37 км², уся площа — суходіл.

## Демографія
Згідно з переписом 2010 року, у переписній місцевості мешкало 235 осіб у 93 домогосподарствах у складі 64 родин. Густота населення становила 37 осіб/км².  Було 109 помешкань (17/км²).
Расовий склад населення:
| - 84,7 % — білих - 1,3 % — корінних американців - 1,3 % — чорних або афроамериканців - 0,4 % — азіатів - 10,2 % — осіб інших рас |

До двох чи більше рас належало 2,1 %. Частка іспаномовних становила 21,7 % від усіх жителів.
За віковим діапазоном населення розподілялося таким чином: 20,0 % — особи молодші 18 років, 60,0 % — особи у віці 18—64 років, 20,0 % — особи у віці 65 років та старші. Медіана віку мешканця становила 44,9 року. На 100 осіб жіночої статі у переписній місцевості припадало 97,5 чоловіків;  на 100 жінок у віці від 18 років та старших — 97,9 чоловіків також старших 18 років.
Середній дохід на одне домашнє господарство  становив 66 205 доларів США (медіана — 39 583), а середній дохід на одну сім'ю — 43 724 долари (медіана — 45 417). За межею бідності перебувало 16,4 % осіб, у тому числі 21,6 % дітей у віці до 18 років та 10,2 % осіб у віці 65 років та старших.
Цивільне працевлаштоване населення становило 95 осіб. Основні галузі зайнятості: освіта, охорона здоров'я та соціальна допомога — 23,2 %, роздрібна торгівля — 14,7 %, публічна адміністрація — 12,6 %, виробництво — 11,6 %.